# 野崎城之助
野崎 城之助（城之亮）（のざき じょうのすけ、1913年 - 1999年）は、日本の経営者。積水化学工業の創業者の1人。

## 経歴
和歌山県出身。1937年東京商科大学（のちの一橋大学）卒業。端艇部出身。1947年に日本窒素肥料の同僚6人と積水産業（のちの積水化学工業）を設立し、代表取締役に就任した。1967年可塑剤工業会会長。のち、積水化学工業顧問、積水樹脂監査役。